# 马厂镇 (青县)
马厂镇，是中华人民共和国河北省沧州市青县下辖的一个乡镇级行政单位。

## 行政区划
马厂镇下辖以下地区：
二十里屯村、孙官屯村、陆官屯村、上马厂村、下马厂村、王维屯村、东姚庄村、赵辛庄村、王胜武屯村、新张屯村、曾官屯村、旧张屯村、范官屯村、代官屯村、刘世印屯村、东官庄村、陈缺屯村、伊庄子村、阜安村、何老营村、杨官店一村、杨官店二村、杨官店三村和杨官店四村。